# معركة مرج الروم
معركة مرج الروم المعروفة أيضًا باسم معركة مرج دمشق كانت معركة بين الخلافة الراشدة والإمبراطورية البيزنطية. وقعت المعركة بعد وقت قصير من معركة الفحل عندما حاول البيزنطيون استعادة دمشق. أرسل الإمبراطور البيزنطي هرقل قوتين منفصلتين، جيش بقيادة ثيودور الباتريكيوس (تورذا البطريق) وجيش ثان بقيادة شنس الرومي. أُمر جيش المسلمين بقيادة أبو عبيدة بن الجراح وخالد بن الوليد بمساعدة يزيد بن أبي سفيان الذي قائدًا لحامية دمشق.
كانت المعركة عبارة عن اشتباكين منفصلين، إلا أن المؤرخين المسلمين يعتبرون هذه الصراعات معركة واحدة نظرًا لوقوع القتال في وقت واحد وأن خالد شارك في كلا الاشتباكين.  
تعتبر المعركة انتصاراً حاسماً للجيش الراشد حيث قُتل جميع القادة البيزنطيين وانتهى التهديد بخسارة دمشق.

## خلفية
قام جيش المسلمين بعد فتح دمشق بتقسيم قواته مع استمراره في فتح الشام. تحرك عمرو بن العاص وشرحبيل بن حسنة جنوبًا صوب فلسطين، بينما تحرك أبو عبيدة وخالد شمالًا لفتح شمال سوريا، لكن هذا الانتشار للقوات الإسلامية جعل يزيد بن أبي سفيان هو المدافع الوحيد عن دمشق. استشعر هرقل فرصةً لاستعادة دمشق، فأرسل على الفور جيشًا تحت قيادة ثيودور البطريق لاستعادة المدينة، وكان ضمن هذا الجيش عدد كبير منالفرسان. وبحلول الوقت الذي علم فيه جيش الراشدين بتحركات ثيودور، كان أبو عبيدة وخالد قد هزموا البيزنطيين في فحل وتحركوا على الفور لاعتراض ثيودور.
تم تعزيز ثيودور بجيش شناش الروم الذي ضم أيضًا قوة كبيرة من الفرسان.  التقت القوتان غرب دمشق في سهل مرج الروم حيث تجمع الجيشان وواجها بعضهما البعض في تشكيل قتالي، ثيودور مقابل خالد وشناش مقابل أبو عبيدة. بعد الانتهاء من الإعداد، بقي كل من الجيشين في تشكيل المعركة في انتظار قيام الآخر بالخطوة الأولى. عندما حل الليل، سحب ثيودور ونائبه شيودور قواتهما بهدوء تحت جنح الظلام للتقدم نحو دمشق.

## المعارك
وفي الصباح في مرج الروم، بدأت المعركة بمبارزة شخصية بين القادة الميدانيين، حيث قتل أبو عبيدة شناش، ثم انخرط الجيشان في قتال طويل متوازن. اتضح للمسلمين أثناء المعركة أن جزءًا من القوة البيزنطية قد انسحب وأن دمشق تتعرض الآن للهجوم. في تلك الأثناء انسحب خالد وحرسه المتنقل وسارعوا إلى دمشق.
عندما وصلت القوة البيزنطية بقيادة ثيودور وشيودور إلى دمشق، قام يزيد بن أبي سفيان على الفور بنشر قواته واشتبك مع البيزنطيين خارج المدينة، وتمكن يزيد وحامية دمشق من الحفاظ على مواقعهم لفترة طويلة قبل البدء في التراجع على الرغم من تفوقهم عددًا، إلا أن وصل خالد وفرسانه في ذلك الوقت تقريبًا لمهاجمة البيزنطيين من الخلف، وهكذا وجد البيزنطيون أنفسهم محاصرين في وضع لا يمكن الدفاع عنه. قتل خالد ثيودور في نزال مباشر، وقُتل شيودور أيضًا وأُصيبت الخطوط الرومانية بالارتباك وفروا من القتال في النهاية، وسرعان ما انتشرت أخبار الهزيمة في دمشق إلى مرج الروم، مما أدى إلى فقدان القوات البيزنطية اتزانها وتراجعها منهية المعركة.

## ما بعد المعركة
استولى جيش الخلافة الراشدة على الفور على أسلحة الروم وملابسهم ومرابطهم،  وقسم يزيد الغنيمة بين جنوده وخالد، وفتح أبو عبيدة على بعلبك بعد أسبوع حيث كان يوجد معبد جوبيتر، ثم أرسل خالد لمهاجمة حمص.

## أنظر أيضا
- فتح دمشق

## اقتباسات
1. 1 2 3 4  توسع الإسلام والحملات العسكرية - معركة مرج الروم 2022.
2. ↑  الطبري 1992، صفحة 174; ثيودور, طبقا لخالد يحيى بلانكنشيب.
3. ↑  أكرم 1997، صفحة 394; ثيودوروس طبقاً لأكرم.
4. 1 2  الطبري 1992، صفحة 174.
5. 1 2 3 4 5  أكرم 1997، صفحة 359-417.
6. 1 2  Tabari 1992، صفحة 174.
7. 1 2  رضا 2007، صفحة 172.
8. ↑  حسن 1997، صفحة 453.
9. ↑  Akram 2006، صفحة 359-417.
10. ↑  ألنبي 2003.